# Carmen del Riego
Carmen del Riego de Lucas (n. 1960) es una periodista española, especializada en información política.

## Biografía
Nacida en Oviedo en 1960, se licenció en Ciencias de la Información, en Derecho y en Ciencias Políticas y de la Administración. Trabajó en la redacción de La Nueva España.
Entró a trabajar en  Europa Press el 1 de julio de 1982, cuando las mujeres redactoras no eran frecuentes en la agencia, y permaneció en esta hasta 1989. Posteriormente ha trabajado sucesivamente en los periódicos Diario 16 (1989-1990), El Sol (1990-1992) y La Vanguardia (desde 1992), donde ejerce de cronista política.
También ha colaborado como tertuliana en la Cadena SER, en Telemadrid y en Canal 9.
En 2011 se convirtió, al suceder a Fernando González Urbaneja, en la primera mujer en desempeñar la presidencia de la Asociación de la Prensa de Madrid (APM). Fue sucedida en 2015 al frente de la APM por Victoria Prego.

## Premios
- Premio «Luis Carandell» de Periodismo Parlamentario (2014)[8][9]